# ساموئل واکر (ژیمناست)
ساموئل واکر (انگلیسی: Samuel Walker; ۵ اکتبر ۱۸۸۳ – ۲۹ فوریهٔ ۱۹۶۰) ژیمناست هنری اهل بریتانیا بود.